# آلدوز

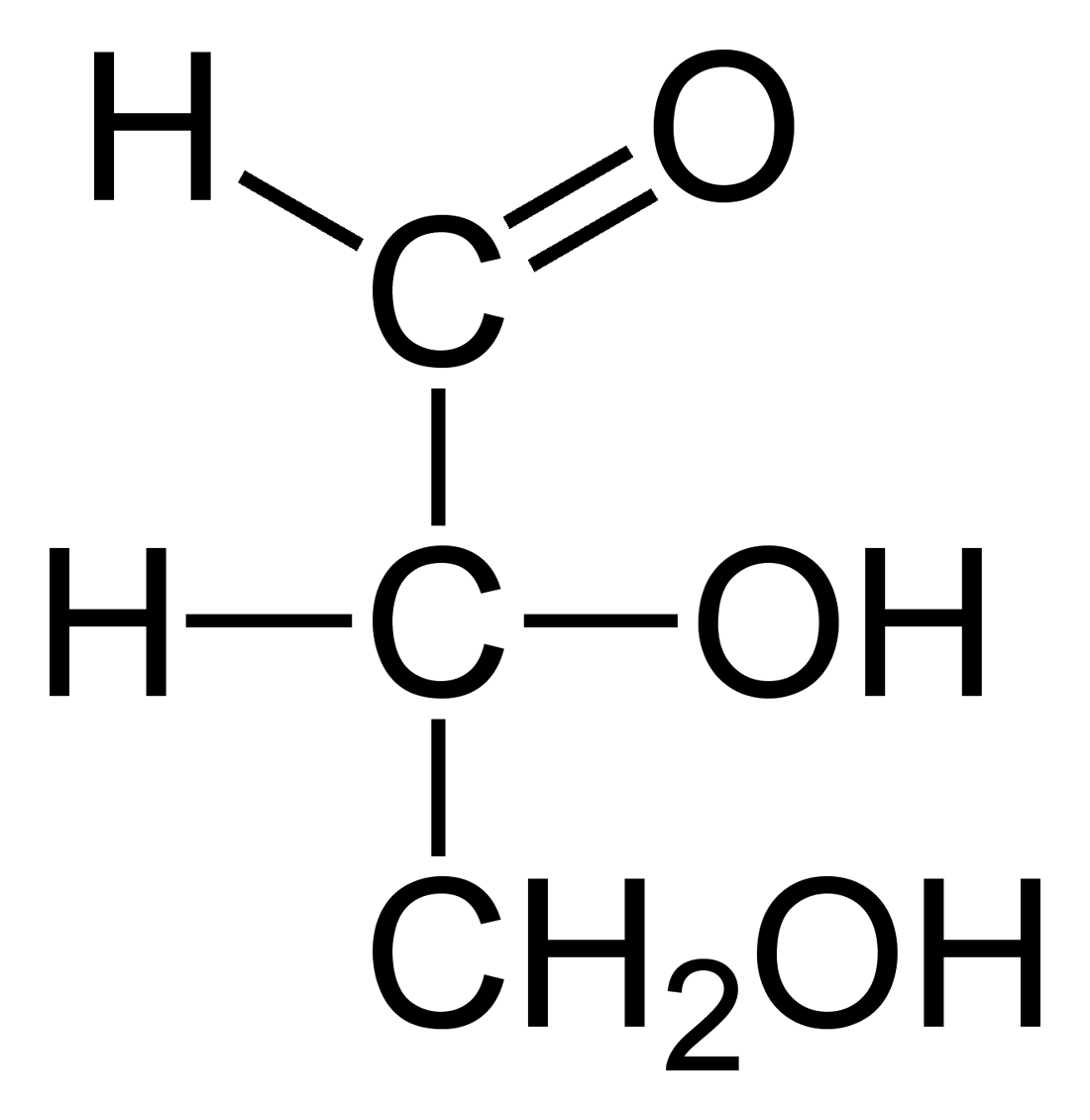
Fischer projection of دی-گلیسرآلدئید

آلدوزها (انگلیسی: Aldose) یک گروه از تک‌قندی‌ها هستند که یک گروه آلدئید بر روی اولین کربن دارند.
گلیسرآلدئید ساده‌ترین قند آلدوز است.

## انواع
انواع آلدوزها:
- آلدودیوزها مانند گلیکول‌آلدئید
- آلدوتریوزها مانند گلیسرآلدئید
- آلدوتتروزها مانند ترئوز و اریتروز
- آلدوپنتوزها مانند ریبوز و آرابینوز
- آلدوهگزوزها مانند مانوز و گالاکتوز و گلوکز